# 으름난초
으름난초는 제주도의 산지에서 나는 부생란의 일종으로 전체가 갈색이다. 굵고 긴 뿌리줄기가 있으며 높이는 40-60cm이다. 줄기는 굵고 곧추서며 여기 저기에 비늘잎이 있다. 6-8월에 분지된 꽃차례에 지름 2cm인 황갈색의 꽃이 많이 핀다. 씨방은 뒤틀리지 않고 순판이 위로 온다. 꿀주머니와 엽록소가 없다. 열매는 육질로서 붉게 익는다. 주로 낙엽수림 밑에서 뽕나무버섯과 공생하며 이름은 열매의 형태가 으름덩굴과 비슷한 것에서 유래한다. 한방에서는 열매를 토통초(土通草)라 하며 강장·강정제로 쓴다. 으름난초속은 화분덩이가 분질(粉質)이고 둘로 분열하며 열매는 육질의 불열개과이고 드물게 날개가 있는 삭과라는 점이 특징이다.

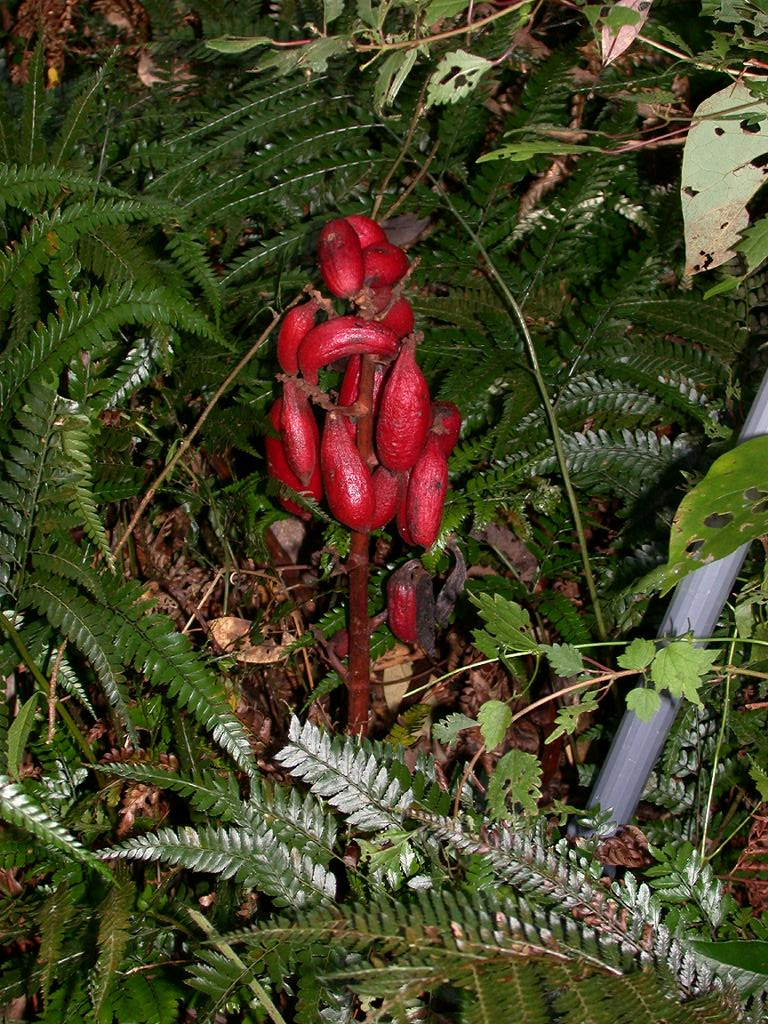
으름난초 열매